# 普拉格雷
普拉格雷（英語：Prasugrel）（在美國，澳大利亞和印度的商品名為Effient ，在歐盟與台灣的商品名為Efient，抑凝安 ）是預防血凝塊形成的藥物。它是血小板抑制劑，為P2Y12ADP受體的不可逆拮抗劑，屬於thienopyridine類藥物。
普拉格雷於2009年2月（歐洲）和2009年7月（美國）被核准使用於降低急性冠心症病人經經皮冠狀動脈治療後的血栓形成（包括使用支架者）。 

## 醫療用途
普拉格雷與低劑量阿司匹靈並用，可預防急性冠心症病人（包括不穩定性心絞痛 ，非ST段上升型心肌梗塞 （ NSTEMI ）和ST段上升型心肌梗塞（ STEMI ））的血栓形成。與氯吡格雷相比，普拉格雷的出血風險較高，但在減少死亡、復發性心肌梗塞和中風方面較佳。    
考慮到出血的危險，普拉格雷不可用於75歲以上，體重低或有短暫性缺血發作或中風病史的患者。   在預計接受經皮血管成形術的病人以外，並不建議在冠狀動脈造影之前使用普拉格雷。  

## 禁忌症
由於中風的風險較高（血栓性中風和顱內出血），因此對於有活動性病理性出血的患者，例如消化性潰瘍或短暫性腦缺血發作或中風的患者，不應使用本藥。 

## 副作用
不良影響包括： 
- 心血管系統：高血壓（8％），低血壓（4％），心房纖顫（3％）， 心搏過緩 （3％），非心因性胸痛（3％），周邊水腫（3％）， 血栓性血小板減少性紫癜 （TTP）
- 中樞神經系統：頭痛（6％），頭暈（4％），疲倦（4％），發燒（3％），四肢疼痛（3％）
- 皮膚方面：皮疹（3％）
- 內分泌和代謝：高膽固醇血症/高脂血症（7％）
- 胃腸道：噁心（5％），腹瀉（2％），胃腸道出血（2％）
- 血液方面：白血球低下（3％），貧血（2％）
- 神經肌肉和骨骼：背痛（5％）
- 呼吸系統：流鼻血（6％），呼吸困難（5％），咳嗽（4％）
- 超過敏反應，包括血管性水腫

## 藥物交互作用
普拉格雷的藥物交互作用並不強，例如即使與質子泵浦抑制劑一起使用以降低胃腸道出血時，仍不會喪失其抗血小板作用。    